# 일과 이분의 일, 여름
《일과 이분의 일, 여름》(一又二分之一的夏天) 은 2014년 방송되었던 중국의 드라마이다.

## 소개
- 중국에서 가장 아름다운 대학 캠퍼스를 가진 샤먼시를 배경으로 한 한중합작 청춘 드라마

## 등장 인물
- 닉쿤 - 장호 역
- 쉬루 - 나만 역
- 지아 - 송청 역
- 위대훈 - 마준재 역
- 우문문 (Kelly Yu) - 서청 역
- 장경부 (蒋劲夫) - 이수제 역
- 주단 (朱丹) - 정량 역

## 참고사항
- 극중 장호와 송청 역을 맡았던 2PM의 맴버 닉쿤과 미쓰에이의 맴버 지아는 같은 소속사 JYP 엔터테인먼트에 속해 있다
- 해당 드라마 앤딩곡은 극중 장호 역을 맡았던 2PM의 맴버 닉쿤이 참여하였다

1. ↑  MBC 일일연속극 《불굴의 차여사》 집필